# Jon McKain
Jonathan David „Jon“ McKain (* 21. September 1982 in Brisbane) ist ein australischer Fußballspieler, der ab der Saison 2011/2012 bei Adelaide United in der australischen A-League spielt. Außerdem ist er australischer Nationalspieler.

## Karriere
Nachdem McKain bis 1999 in der Queensland Academy of Sport Football Fußball gespielt hatte, bekam er einen Vertrag bei den Brisbane Strikers, für welche er in den nächsten vier Jahren 67 Spiele absolvierte. 2003 wechselte der Mittelfeldspieler zu FC Național Bukarest nach Rumänien, 2005 wurde er zu FCU Politehnica Timișoara transferiert. In der rumänischen ersten Liga machte McKain insgesamt 112 Spiele und erzielte dabei zwei Tore. Im Sommer 2008 wechselte er zu Wellington Phoenix, einem neuseeländischen Fußballverein, der in der australischen Profiliga A-League spielt. Nach zwei Jahren wechselte er Mitte 2010 zu al-Nasr FC nach Saudi-Arabien.
Im Sommer 2011 wechselte er zu Adelaide United, wo er Mannschaftskapitän ist.
In der australischen Nationalmannschaft debütierte McKain 2004. 2004 repräsentierte er Australien bei den Olympischen Spielen, beim Konföderationen-Pokal 2005 in Deutschland spielte er ebenfalls dreimal. 2004 konnte er den OFC-Nationen-Pokal gewinnen.

## Erfolge
- OFC-Nationen-Pokalsieger 2004